# Društvo za povjesnicu Zagrebačke nadbiskupije Tkalčić
Društvo za povjesnicu Zagrebačke nadbiskupije "Tkalčić" hrvatska je povjesničarska udruga.

## Povijest
Društvo je osnovano povodom 900. obljetnice Zagrebačke nadbiskupije. Osnivačka skupština održana je 23. svibnja 1996. godine u Zagrebu. Članovi osnivačkog odbora bili su Mirna Abaffy, Josip Barbarić, Doris Baričević, Lelja Dobronić, Jozo Ivanović, Josip Kolanović, Juraj Kolarić, Mijo Korade, Stjepan Kožul, Andrija Lukinović, Vladimir Magić, Jasna Marković, Miroslav Martinjak, Olga Maruševski, Vlado Mikšić, Stjepan Razum, Ante Sekulić, Agneza Szabo i Miroslav Vuk-Croata. Prvi pokrovitelj društva bio je biskup Đuro Kokša, a sadašnji je kardinal Josip Bozanić.

## Djelatnost
Društvo se bavi istraživanjem, proučavanjem i predstavljanjem povijesti Zagrebačke nadbiskupije. Samostalno je, ili u suradnji s drugim institucijama, priredilo i održalo više znanstvenih skupova i predavanja ("Razmišljanja o crkvi Čazmanskog kaptola", "150. obljetnica uspostave Hrvatsko-slavonske crkvene pokrajine i uzdignuća Zagrebačke biskupije na stupanj nadbiskupije", "Tristota obljetnica Patačićeve kapele Sv. Antuna u Remetincu", "Život i djela Ivana Krstitelja Tkalčića", "Život i djelo dr. Stjepana Kranjčića", "Život i djela biskupa Mije Škvorca", "Štovanje Sv. Josipa u hrvatskom narodu – povodom 325. obljetnice proglašenja zaštitnikom hrvatskoga naroda").
Objavljuje pojedine knjige u knjižnim nizovima: Radovi, Djela pisaca Zagrebačke crkve (Opera scriptorum ecclesiae Zagrebiensis), Bogoslužni spomenici Zagrebačke crkve (Monumenta liturgica ecclesiae Zagrebiensis), Povijesna vrela Zagrebačke crkve (Fontes ecclesiae Zagrebiensis), Župne spomenice, Posebna izdanja, te Obavijesna pomagala Nadbiskupijskoga arhiva u Zagrebu.
Od 1997. godine društvo izdaje godišnjak Tkalčić u kojem objavljuje radove o prošlosti Zagrebačke nadbiskupije iz različitih područja ljudske djelatnosti.

## Vanjske poveznice
Mrežna mjesta
- Društvo za povjesnicu Zagrebačke nadbiskupije "Tkalčić", službeno mrežno mjesto